# South Molton
South Molton è un paese di 4.093 abitanti della contea del Devon, in Inghilterra.